# Conacul urban Zoti
Conacul urban Zoti este o clădire amplasată pe str. Alexandru cel Bun, 38 în Chișinău, Republica Moldova. Este un monument istoric și arhitectural de importanță națională inclus în Registrul monumentelor Republicii Moldova ocrotite de stat cu nr. 242 (municipiul Chișinău). Datează din jum. II a sec. XIX.